# Ключевое (Амурская область)
Ключево́е — село в Шимановском районе Амурской области России. Входит в состав Мухинского сельсовета.

## География
Село находится к востоку от Транссибирской магистрали, на расстоянии 4 км (по прямой) к северу от села Мухино, административного центра сельсовета, и 44 км (по прямой) к северо-западу от города Шимановск, административного центра района.
Автомобильная дорога к селу Ключевое от города Шимановск идёт через станции Петруши, Берея и село Мухино.

## История
Населённый пункт возник в 1939 году путём реорганизации Мухинского дома инвалидов. В 1977 году населённому пункту Мухинского психоневрологического дома-интерната присвоено наименование село Ключевое (по наличию ключей).

## Население
| 2002 | 2010 | 2012 | 2013 | 2014 | 2015 | 2016 |
| ---- | ---- | ---- | ---- | ---- | ---- | ---- |
| 411  | ↘350 | ↗357 | →357 | ↘344 | ↗356 | ↗374 |
| 2017 | 2018 |      |      |      |      |      |
| ↘365 | ↘363 |      |      |      |      |      |

## Улицы
В селе имеется одна улица — Мухина.

## Инфраструктура
В селе находится Мухинский психоневрологический интернат.